# Halicreas minimum
Halicreas minimum ist eine Quallen-Art aus der Familie der Halicreatidae und die einzige Art ihrer Gattung. 

## Merkmale
Halicreas minimum hat einen Durchmesser von 30 bis 40 Millimetern und einen breiten Ringkanal sowie acht breite, bandförmige Radiärkanäle, die fast über ihre ganze Länge hinweg von den abgeflachten Keimdrüsen bedeckt sind. Die bis zu 64 Randtentakeln stehen in einer durchgängigen Reihe. In jedem Oktanten (den acht Körperabschnitten) finden sich am Rand je drei bis vier Statocysten als Gleichgewichtsorgane. 
Der Schirm besteht aus einer dicken Gallertschicht, ist scheibenförmig und an der Spitze zu einem konischen Fortsatz verlängert, der in seiner Größe variabel ist. Oberhalb des Randes ist der Schirm in jedem Oktanten mit einer Gruppe gelatinöser Warzen (Papillen) besetzt. Der Mund ist eine breite, kreisförmige Öffnung.

## Verbreitung
Halicreas minimum ist in allen Weltmeeren zu finden, bevorzugt in wärmeren Gewässern.